# AliExpress
AliExpress.com ist eine Online-Einzelhandelsplattform, auf der Unternehmen aus China ihre Produkte international für Online-Käufer anbieten können. Die Plattform wurde 2010 gegründet und gehört zur Alibaba Group, welche schon länger existiert.

## Geschäftsmodell
Das Geschäftsmodell ist ein Streckengeschäft. Die Plattform wird meist mit eBay verglichen, da Verkäufer vom Unternehmen Alibaba selbst unabhängig sind und AliExpress als Plattform verwenden, um an private oder geschäftliche Kunden zu verkaufen.
Verkäufer können nur Unternehmen auf dem chinesischen Festland sein. AliExpress unterscheidet sich von Amazon, da das Unternehmen keinen physischen Kontakt mit den Produkten hat, sondern diese nur vermittelt und die notwendige Plattform bietet. Amazon Marketplace entspricht allerdings diesem Konzept.
Der Hauptunterschied zum chinesischen Online-Auktionshaus Taobao aus der Alibaba-Gruppe ist, dass AliExpress vor allem auf internationale Käufer ausgerichtet ist. Alibaba nutzt AliExpress, um seine Reichweite außerhalb Asiens zu erhöhen und Online-Giganten wie Amazon und eBay herauszufordern. AliExpress nutzt Affiliate-Marketing, um neue Kunden zu finden.

## Geschichte
AliExpress begann 2010 als Business-to-Business-Einkaufs- und Verkaufsportal. Derzeit ist AliExpress in den Sprachen Englisch, Russisch, Portugiesisch, Spanisch, Französisch, Deutsch, Italienisch, Niederländisch, Türkisch, Japanisch, Koreanisch, Thailändisch, Vietnamesisch, Arabisch, Hebräisch und Polnisch verfügbar. Kunden außerhalb der Ländergrenzen für diese Sprachen wird automatisch die englische Version des Dienstes zur Verfügung gestellt.
AliExpress ist die meistbesuchte E-Commerce-Website in Russland und war die zehnt-beliebteste Website in Brasilien.
Nachdem AliExpress in den 2010er-Jahren sein Europageschäft ausgebaut hat, war AliExpress 2018 in der Schweiz mit einem dort erzielten Umsatz von 475 Millionen Franken der viertgrößte Onlinehändler.
Am 25. August 2019 wurde im Einkaufszentrum Xanadú in der Nähe von Madrid das erste Ladengeschäft namens AliExpress Plaza eröffnet.

## Kritik
Bei der Prüfung von bei AliExpress und anderen Onlineplattformen angebotenen Produkten stellten südkoreanische Gesundheitsbehörden im Jahr 2024 eine Überschreitung der erlaubten Schadstoffwerte (z. B. Formaldehyd und Phthalate) über dem Hundertfachen fest. Laut Rene Itten von der Zürcher Hochschule für Angewandte Wissenschaften beträgt der Treibstoffverbrauch für den Versand der Produkte per Flugzeug – diese sind die Grundlage für die rasche Produktauslieferung bei derartigen Verkaufsplattformen – im Vergleich zu jenem per Schiff das Fünfzigfache.